# Иера-Полис-Месолонгион
Иера-Полис-Месолонгион (греч. Δήμος Ιεράς Πόλεως Μεσολογγίου «Святой город Месолонгион») — община (дим) в Греции. Входит в периферийную единицу Этолия и Акарнания в периферии Западная Греция. Население 34 416 житель по переписи 2011 года. Площадь 680,372 квадратного километра. Плотность 50,58 человека на квадратный километр. Административный центр — Месолонгион. Димархом на местных выборах 2019 года избран Константинос Лирос (Κωνσταντίνος Λύρος).

## История
После создания королевства Греция, 7 декабря 1835 года (ΦΕΚ 19Α) создана община Месолонгион (Δήμος Μεσσολογγίου). 26 апреля 1937 года (ΦΕΚ 153Α) община Месолонгион переименована в Иера-Полис-Месолонгион (Святой город Месолонгион). 7 июня 2010 года (ΦΕΚ 87Α) по программе «Калликратис» к общине Иера-Полис-Месолонгион присоединены упразднённые общины Иньядес (Эниады) и Этоликон.